# National Women’s Soccer League 2022
Die National Women’s Soccer League 2022 war die zehnte Saison der US-amerikanischen Frauenfußballliga National Women’s Soccer League.
Die für jedes Team 22 Spiele umfassende reguläre Saison begann am 30. April und endete am 3. Oktober. An den nachfolgenden Play-offs nahmen sechs Teams teil, wobei die beiden bestplatzierten Mannschaften ein Freilos in der ersten Play-off-Runde hatten. Die Play-offs begannen am 16. und endeten mit dem Finale am 30. Oktober 2022.

## Franchises und Spielstätten
An der Saison 2022 nahmen zwölf Franchises teil. Zu den zehn Teams der Vorsaison kamen Angel City FC und San Diego Wave FC hinzu. Statt wie in der Vorsaison dreimal gegeneinander zu spielen, gab es nur je ein Heim- und Auswärtsspiel gegen die anderen Teams.
| Franchise              | Ort                      | Stadion                | Kapazität    |
| ---------------------- | ------------------------ | ---------------------- | ------------ |
| Chicago Red Stars      | Bridgeview, Illinois     | SeatGeek Stadium       | 22.000       |
| Houston Dash           | Houston, Texas           | BBVA Stadium           | 7.000        |
| Kansas City Current    | Kansas City, Kansas      | Field of Legends       | 10.385       |
| Racing Louisville FC   | Louisville, Kentucky     | Lynn Family Stadium    | 15.304       |
| NJ/NY Gotham FC        | Harrison, New Jersey     | Red Bull Arena         | 25.000       |
| North Carolina Courage | Cary, North Carolina     | WakeMed Soccer Park    | 10.000       |
| OL Reign               | Tacoma, Washington       | Cheney Stadium         | 6.500        |
| Orlando Pride          | Orlando, Florida         | Exploria Stadium       | 25.517       |
| Portland Thorns FC     | Portland, Oregon         | Providence Park        | 25.218       |
| Washington Spirit      | Washington, D.C.         | Audi Field Segra Field | 20.500 5.000 |
| Angel City FC          | Los Angeles, Kalifornien | BMO Stadium            | 22.000       |
| San Diego Wave FC      | San Diego, Kalifornien   | Snapdragon Stadium     | 32.000       |

| Red Stars |

| Dash |

| Kansas City |

| Gotham |

| Courage |

| Pride |

| Thorns |

| OL Reign |

| Louisville |

| Spirit |

| Angel City FC |

| San Diego Wave FC |

| Red Stars |

| Dash |

| Kansas City |

| Gotham |

| Courage |

| Pride |

| Thorns |

| OL Reign |

| Louisville |

| Spirit |

| Angel City FC |

| San Diego Wave FC |

## Modus
In der regulären Saison bestritt jedes Team insgesamt 22 Spiele, davon je elf Heim- und Auswärtsspiele.
Die sechs am Ende der Saison bestplatzierten Teams sollen sich für die Play-offs qualifizieren, wobei die beiden bestplatzierten Mannschaften in der ersten Runde ein Freilos haben werden.

## Statistiken

### Tabelle
| Pl. | Verein                 | Sp. | S  | U  | N  | Tore    | Diff. | Punkte |
| --- | ---------------------- | --- | -- | -- | -- | ------- | ----- | ------ |
| 1.  | OL Reign               | 22  | 11 | 7  | 4  | 032:190 | +13   | 40     |
| 2.  | Portland Thorns FC     | 22  | 10 | 9  | 3  | 049:240 | +25   | 39     |
| 3.  | San Diego Wave FC      | 22  | 10 | 6  | 6  | 032:210 | +11   | 36     |
| 4.  | Houston Dash           | 22  | 10 | 6  | 6  | 035:270 | +8    | 36     |
| 5.  | Kansas City Current    | 22  | 10 | 6  | 6  | 029:290 | ±0    | 36     |
| 6.  | Chicago Red Stars      | 22  | 9  | 6  | 7  | 034:280 | +6    | 33     |
| 7.  | North Carolina Courage | 22  | 9  | 5  | 8  | 046:330 | +13   | 32     |
| 8.  | Angel City FC          | 22  | 8  | 5  | 9  | 023:270 | −4    | 29     |
| 9.  | Racing Louisville FC   | 22  | 5  | 8  | 9  | 023:350 | −12   | 23     |
| 10. | Orlando Pride          | 22  | 5  | 7  | 10 | 022:450 | −23   | 22     |
| 11. | Washington Spirit      | 22  | 3  | 10 | 9  | 026:330 | −7    | 19     |
| 12. | NJ/NY Gotham FC        | 22  | 4  | 1  | 17 | 016:460 | −30   | 13     |

### Spielplan/Ergebnisse
Die Spiele sind für jede Mannschaft in chronologischer Reihenfolge angegeben, die Ergebnisse zeilenweise jeweils aus Sicht der entsprechenden Mannschaft.
| Mannschaft                  | Spiel | Spiel | Spiel | Spiel | Spiel | Spiel | Spiel | Spiel | Spiel | Spiel | Spiel | Spiel | Spiel | Spiel | Spiel | Spiel | Spiel | Spiel | Spiel | Spiel | Spiel | Spiel |
| Mannschaft                  | 1     | 2     | 3     | 4     | 5     | 6     | 7     | 8     | 9     | 10    | 11    | 12    | 13    | 14    | 15    | 16    | 17    | 18    | 19    | 20    | 21    | 22    |
| --------------------------- | ----- | ----- | ----- | ----- | ----- | ----- | ----- | ----- | ----- | ----- | ----- | ----- | ----- | ----- | ----- | ----- | ----- | ----- | ----- | ----- | ----- | ----- |
| Angel City FC (AC)          | NC    | ORL   | WAS   | KC    | NJ/NY | POR   | HOU   | LOU   | RGN   | POR   | SD    | RGN   | ORL   | CHI   | KC    | NJ/NY | HOU   | NC    | SD    | WAS   | LOU   | CHI   |
| Angel City FC (AC)          | 2:1   | 0:1   | 1:0   | 1:0   | 0:1   | 0:3   | 0:0   | 3:2   | 0:1   | 1:1   | 2:1   | 2:3   | 2:2   | 1:0   | 1:1   | 3:1   | 1:1   | 0:1   | 0:1   | 2:1   | 1:3   | 0:2   |
| Chicago Red Stars (CHI)     | LOU   | SD    | ORL   | POR   | WAS   | RGN   | WAS   | ORL   | KC    | NJ/NY | NC    | HOU   | SD    | NJ/NY | AC    | NC    | LOU   | RGN   | KC    | HOU   | POR   | AC    |
| Chicago Red Stars (CHI)     | 2:1   | 1:2   | 4:2   | 2:2   | 1:1   | 1:0   | 0:0   | 1:0   | 2:2   | 3:0   | 2:2   | 1:4   | 0:1   | 2:0   | 0:1   | 0:4   | 4:0   | 2:2   | 4:0   | 0:1   | 0:3   | 2:0   |
| Houston Dash (HOU)          | SD    | KC    | LOU   | POR   | NC    | ORL   | AC    | POR   | NC    | KC    | ORL   | CHI   | NJ/NY | RGN   | LOU   | NY/NJ | SD    | WAS   | AC    | CHI   | RGN   | WAS   |
| Houston Dash (HOU)          | 0:1   | 2:0   | 1:1   | 2:0   | 1:1   | 5:0   | 0:0   | 0:4   | 4:3   | 1:2   | 0:1   | 4:1   | 4:2   | 2:1   | 0:0   | 2:1   | 1:3   | 2:2   | 1:1   | 1:0   | 0:2   | 2:1   |
| Kansas City NWSL (KC)       | POR   | HOU   | ORL   | AC    | RGN   | LOU   | SD    | NJ/NY | CHI   | HOU   | WAS   | RGN   | ORL   | SD    | NC    | AC    | NC    | NJ/NY | CHI   | POR   | WAS   | LOU   |
| Kansas City NWSL (KC)       | 0:3   | 0:2   | 2:2   | 0:1   | 0:1   | 1:0   | 2:2   | 1:0   | 2:2   | 2:1   | 1:0   | 1:0   | 2:2   | 2:1   | 4:3   | 1:1   | 3:2   | 1:0   | 0:4   | 1:1   | 3:0   | 0:1   |
| Racing Louisville FC (LOU)  | CHI   | RGN   | HOU   | SD    | NY/NJ | KC    | NC    | AC    | WAS   | ORL   | NY/NJ | SD    | POR   | RGN   | WAS   | HOU   | CHI   | NC    | ORL   | POR   | AC    | KC    |
| Racing Louisville FC (LOU)  | 1:2   | 2:2   | 1:1   | 1:0   | 1:0   | 0:1   | 0:3   | 2:3   | 2:2   | 2:2   | 1:2   | 0:0   | 1:2   | 1:1   | 1:1   | 0:0   | 0:4   | 1:5   | 2:0   | 0:3   | 3:1   | 1:0   |
| NJ/NY Gotham FC (NJ/NY)     | ORL   | SD    | LOU   | AC    | WAS   | KC    | SD    | CHI   | LOU   | POR   | HOU   | CHI   | RGN   | HOU   | ORL   | AC    | NC    | KC    | WAS   | RGN   | NC    | POR   |
| NJ/NY Gotham FC (NJ/NY)     | 3:0   | 0:4   | 0:1   | 1:0   | 1:0   | 0:1   | 0:3   | 0:3   | 2:1   | 0:5   | 2:4   | 0:2   | 1:4   | 1:2   | 1:2   | 1:3   | 0:1   | 0:1   | 0:2   | 0:1   | 0:3   | 3:3   |
| North Carolina Courage (NC) | AC    | ORL   | SD    | HOU   | LOU   | WAS   | HOU   | RGN   | CHI   | WAS   | POR   | KC    | CHI   | POR   | KC    | NJ/NY | LOU   | AC    | RGN   | ORL   | NY/NJ | SD    |
| North Carolina Courage (NC) | 1:2   | 1:2   | 0:1   | 1:1   | 3:0   | 3:2   | 3:4   | 0:2   | 2:2   | 3:3   | 3:3   | 3:4   | 4:0   | 3:1   | 2:3   | 1:0   | 5:1   | 1:0   | 1:2   | 3:0   | 3:0   | 0:0   |
| OL Reign (RGN)              | WAS   | LOU   | POR   | WAS   | KC    | SD    | CHI   | SD    | AC    | NC    | POR   | KC    | AC    | LOU   | HOU   | NY/NJ | ORL   | CHI   | NC    | NY/NJ | HOU   | ORL   |
| OL Reign (RGN)              | 1:2   | 2:2   | 0:0   | 0:0   | 1:0   | 1:0   | 0:1   | 1:1   | 1:0   | 2:0   | 2:2   | 0:1   | 3:2   | 1:1   | 1:2   | 4:1   | 2:1   | 2:2   | 2:1   | 1:0   | 2:0   | 3:0   |
| Orlando Pride (ORL)         | NJ/NY | AC    | KC    | NC    | CHI   | WAS   | HOU   | CHI   | POR   | LOU   | HOU   | WAS   | KC    | AC    | SD    | NJ/NY | RGN   | POR   | LOU   | NC    | SD    | RGN   |
| Orlando Pride (ORL)         | 0:3   | 1:0   | 2:2   | 2:1   | 2:4   | 2:2   | 0:5   | 0:1   | 0:6   | 2:2   | 1:0   | 0:0   | 2:2   | 2:2   | 1:0   | 2:1   | 1:2   | 0:2   | 0:2   | 0:3   | 2:2   | 0:3   |
| Portland Thorns FC (POR)    | KC    | RGN   | WAS   | HOU   | CHI   | AC    | SD    | HOU   | ORL   | AC    | RGN   | NJ/NY | LOU   | NC    | WAS   | NC    | SD    | ORL   | KC    | LOU   | CHI   | NJ/NY |
| Portland Thorns FC (POR)    | 3:0   | 0:0   | 1:1   | 0:2   | 2:2   | 3:0   | 2:2   | 4:0   | 6:0   | 1:1   | 2:2   | 5:0   | 2:1   | 3:3   | 2:1   | 1:3   | 0:2   | 2:0   | 1:1   | 3:0   | 3:0   | 3:3   |
| San Diego Wave FC (SD)      | HOU   | NJ/NY | CHI   | LOU   | NC    | RGN   | KC    | POR   | RGN   | NJ/NY | WAS   | AC    | LOU   | CHI   | KC    | ORL   | HOU   | POR   | WAS   | AC    | ORL   | NC    |
| San Diego Wave FC (SD)      | 1:0   | 4:0   | 2:1   | 0:1   | 1:0   | 0:1   | 2:2   | 2:2   | 1:1   | 3:0   | 2:1   | 1:2   | 0:0   | 1:0   | 1:2   | 0:1   | 3:1   | 2:0   | 3:4   | 1:0   | 2:2   | 0:0   |
| Washington Spirit (WAS)     | RGN   | AC    | POR   | RGN   | ORL   | CHI   | NJ/NY | CHI   | NC    | LOU   | SD    | KC    | ORL   | NC    | LOU   | POR   | HOU   | SD    | NJ/NY | AC    | KC    | HOU   |
| Washington Spirit (WAS)     | 2:1   | 0:1   | 1:1   | 0:0   | 2:2   | 1:1   | 0:1   | 0:0   | 2:3   | 2:2   | 1:2   | 0:1   | 0:0   | 3:3   | 1:1   | 1:2   | 2:2   | 4:3   | 2:0   | 1:2   | 0:3   | 1:2   |

| Legende       | Legende   | Legende | Legende       | Legende    |
| ------------- | --------- | ------- | ------------- | ---------- |
| Auswärtsspiel | Heimspiel | Sieg    | Unentschieden | Niederlage |

### Torschützinnenliste
| Platz | Spielerin          | Verein                 | Anzahl |
| ----- | ------------------ | ---------------------- | ------ |
| 1     | Alex Morgan        | San Diego Wave FC      | 15     |
| 2     | Sophia Smith       | Portland Thorns FC     | 14     |
| 3     | Debinha            | North Carolina Courage | 12     |
| 4     | Diana Ordoñez      | North Carolina Courage | 11     |
| 4     | Mallory Pugh       | Chicago Red Stars      | 11     |
| 6     | Ashley Hatch       | Washington Spirit      | 9      |
| 6     | Ebony Salmon       | Houston Dash           | 9      |
| 8     | Bethany Balcer     | OL Reign               | 7      |
| 8     | Cece Kize          | Kansas City Current    | 7      |
| 8     | Lo’eau LaBonta     | Kansas City Current    | 7      |
| 8     | Savannah McCaskill | Angel City FC          | 7      |
| 8     | Megan Rapinoe      | OL Reign               | 7      |
| 8     | Morgan Weaver      | Portland Thorns FC     | 7      |

## NWSL Championship Play-offs
Die sechs bestplatzierten Mannschaften der regulären Saison qualifizierten sich für die Play-offs.

### Erste Runde
Die Spiele der ersten Runde, für die Mannschaften auf Platz 3 bis 6 qualifiziert waren, fanden am 16. Oktober 2022 statt. Die Mannschaften auf Platz 3 und 4 hatten Heimrecht
|                   | Ergebnis             |                     |
| ----------------- | -------------------- | ------------------- |
| Houston Dash      | 1:2 (1:1)            | Kansas City Current |
| San Diego Wave FC | 2:1 n. V. (1:1, 0:1) | Chicago Red Stars   |

### Halbfinale
Die Halbfinalspiele fanden am 23. Oktober statt. Die Mannschaften auf Platz 1 und 2 hatten Heimrecht, das nur eine Mannschaft nutzen konnten.
|                    | Ergebnis  |                     |
| ------------------ | --------- | ------------------- |
| Portland Thorns FC | 2:1 (1:1) | San Diego Wave FC   |
| OL Reign           | 0:2 (0:1) | Kansas City Current |

### Finale
Das Finale fand auf neutralem Platz statt.
| Portland Thorns FC                                | Portland Thorns FC | Kansas City Current | Kansas City Current |
| ------------------------------------------------- | --- | --- | ------------------- |
| Portland Thorns FC                                | \| Finale \| \| 29. Oktober 2022 in Washington, D.C. (Audi Field) \| \| Ergebnis: 2:0 (1:0) \| \| Zuschauer: 17.624 \| \| Schiedsrichterin: Natalie Simon \| \| Spielbericht \| | \| Finale \| \| 29. Oktober 2022 in Washington, D.C. (Audi Field) \| \| Ergebnis: 2:0 (1:0) \| \| Zuschauer: 17.624 \| \| Schiedsrichterin: Natalie Simon \| \| Spielbericht \|                                                                                     | Kansas City Current |
| Portland Thorns FC                                | Bella Bixby – Meghan Klingenberg, Becky Sauerbrunn, Kelli Hubly, Natalia Kuikka – Rocky Rodriguez (63. Hina Sugita), Samantha Grace Coffey, Christine Sinclair (73. Crystal Dunn) – Morgan Weaver (63. Janine Beckie), Sophia Smith, Yazmeen Ryan, (90+3. Olivia Lynn Moultrie) Cheftrainerin: Rhian Wilkinson ( Kanada) | Adrianna Franch – Kristen Edmonds, Elizabeth Ball, Addisyn Merrick (63. Elyse Bennett) – Hailie Mace, Desiree Scott (75. Isabel Rodriguez), Alexis Loera, Kate Del Fava – Kristen Hamilton, Lo’eau LaBonta, Cece Kizer Cheftrainer: Matthew James Potter ( England) | Kansas City Current |
| Portland Thorns FC                                | 1:0 Sophia Smith (4.) 2:0 Addisyn Merrick (56., Eigentor) | | Kansas City Current |
| Finale                                            | | |                     |
| 29. Oktober 2022 in Washington, D.C. (Audi Field) | | |                     |
| Ergebnis: 2:0 (1:0)                               | | |                     |
| Zuschauer: 17.624                                 | | |                     |
| Schiedsrichterin: Natalie Simon                   | | |                     |
| Spielbericht                                      | | |                     |